# Bhadarsa
Bhadarsa là một thị xã và là một nagar panchayat của quận Faizabad thuộc bang Uttar Pradesh, Ấn Độ.

## Nhân khẩu
Theo điều tra dân số năm 2001 của Ấn Độ, Bhadarsa có dân số 11.369 người. Phái nam chiếm 51% tổng số dân và phái nữ chiếm 49%. Bhadarsa có tỷ lệ 55% biết đọc biết viết, thấp hơn tỷ lệ trung bình toàn quốc là 59,5%: tỷ lệ cho phái nam là 63%, và tỷ lệ cho phái nữ là 46%. Tại Bhadarsa, 18% dân số nhỏ hơn 6 tuổi.